# 吴滩镇
吴滩镇，是中华人民共和国重庆市江津区下辖的一个乡镇级行政单位。

## 行政区划
吴滩镇下辖以下地区：
宝塔社区、平安村、金子村、郎家村、邢家村、现龙村和花厅村。